# Karl Pintschovius
Karl Pintschovius (* 1895; † 1976) war ein deutscher Psychologe.

## Biographie
Pintschovius war während der Weimarer Republik als Sekretär und Geschäftsführer bei der Deutschen Volkspartei tätig. 1933 wurde er zum Heerespsychologen für die Wehrmacht berufen und war Mitglied des Obersten Heereskommandos der Wehrmacht. Ab 1939 war Pintschovius im Referat des Wehrmachtführungsstabs tätig.
Er veröffentlichte Schriften, u. a. über Geopsychologie.

## Schriften (Auswahl)
- Wirtschaftskonjunktur und Delkredereverträge. Berlin-Wilmersdorf: Verlag des Reichsverbandes der deutschen Volkswirte, 1926.
- Die Kredit-Versicherung. München: Vitalis-Verlag, 1927.
- Der Großhandel im wissenschaftlichen Urteil. Berlin: Carl Heymann, 1928.
- Nutzloser Reklamebetrieb. Berlin-Wilmersdorf, Hohenzollerndamm 190: Reichsverband der Deutschen Volkswirte, 1929.
- Volkswirte als Führer oder als Fachbeamten? München: Duncker & Humblot, 1930.
- Das Problem des sozialen Raumes. Berlin-Grunewald: Vowinkel, 1934.
- Die seelische Widerstandskraft im modernen Kriege. Oldenburg: Gerh. Stalling, 1936.
- Herzschlag der Jahre. Berlin: von Hugo und Schlottheim, 1937.
- Die psychologische Diagnose. München: J. F. Lehmanns Verlag, 1940 und 1942.
- Mit Heinz Zeiss: Zivilisationsschäden am Menschen. München/Berlin: J. F. Lehmanns Verlag, 1940 und 1944.
- Die seelische Widerstandskraft im Kriege. Berlin: von Hugo, 1942.
- Die Begriffe "Umformungs-" und "Druckanstiegszeit". 1951.
- Medizinisches Lexikon für Gesunde und Kranke. Hamburg: Deutsche Hausbücherei, 1957.
- Szenenwechsel. Stuttgart: Seewald, 1977.
- Die preussische Staatseisenbahnlohnpolitik im Zeichen von Weltkrieg und Revolution.